# Бобр (смт)
Бобр (біл. Бобр) - селище міського типу в Крупському районі Мінської області  Республіки Білорусь. Розташоване за 120 км на північний схід від Мінська. Населення 1,2 тис. чол. (2006). Бобр знаходиться за 10 км від Крупки, за 2 км від однойменної залізничної станції на лінії Мінськ - Орша. Промисловість представлена легкою, деревообробною та харчовою.